# Бельо, Бернардо
Берна́рдо Франси́ско Бе́льо Гутье́ррес (исп. Bernardo Francisco Bello Gutiérrez; 8 декабря 1933, Кильота, Вальпараисо — 14 сентября 2018, Сантьяго) — чилийский футболист и футбольный тренер, играл на позиции нападающего.

## Биография

### Клубная карьера
Бельо большую часть футбольной карьеры играл за «Коло-Коло», за который дебютировал в декабре 1953 года в товарищеском матче с белградским «Партизаном»; «Коло-Коло» выиграл матч со счётом 1:0. Последующие 10 сезонов Бельо играл за «белых», в составе которых выиграл три чемпионских титула и Кубок Чили в 1958 году.
В 1964 году покинул «индейцев» и перешёл в «Магальянес», в котором отыграл один сезон и завершил карьеру.

### Карьера в сборной
В составе сборной Чили дебютировал в феврале 1954 года в матче со сборной Парагвая в рамках квалификации на чемпионат мира 1954 года — чилийцы проиграли матч со счётом 3:1. Он был одним из кандидатов в сборную на чемпионат мира 1962 года, но в итоговую заявку не вошёл. Всего за сборную Чили сыграл 16 матчей и забил 3 гола.

### Тренерская карьера
Работал главным тренером клубов «Сан-Антонио Унидо» (1973), «Депортес Кольчагуа» (1988) и женской сборной Чили (1990—1991).

### Смерть
Скончался 14 сентября 2018 года в Сантьяго в возрасте 84 лет.

## Достижения
«Коло-Коло»
- Чемпион Чили (3): 1956, 1960, 1963
- Обладатель Кубка Чили (1): 1958